# Wola Chroberska
Wola Chroberska – wieś w Polsce położona w województwie świętokrzyskim, w powiecie pińczowskim, w gminie Złota.
W latach 1975–1998 miejscowość administracyjnie należała do województwa kieleckiego.